# Deich- und Hauptsielverband Eiderstedt
Der Deich- und Hauptsielverband Eiderstedt (DHSV Eiderstedt) ist ein Wasser- und Bodenverband, dessen Verbandsgebiet die Region Eiderstedt umfasst.
Der DHSV Eiderstedt ist Rechtsnachfolger des III. Schleswigschen Deichbandes und hat seinen Sitz in Garding. Er ist Oberverband der 17 Sielverbände des Verbandsgebietes und seinerseits Mitglied im Gewässer- und Landschaftsverband Husumer Au und nördliches Eiderstedt sowie im Gewässer- und Landschaftsverband Tideeider. Letzterer ist Bearbeitungsgebietsverband des Bearbeitungsgebiets 8, das vollständig im Gebiet der Flussgebietseinheit Eider liegt; die Geschäftsführung des Bearbeitungsgebietsverbandes wird vom DHSV Eiderstedt wahrgenommen.
Aufgabe des DHSV Eiderstedt und seiner Unterverbände ist neben der Unterhaltung von Gewässern und der Umsetzung der Europäischen Wasserrahmenrichtlinie vor allem der Betrieb und die Unterhaltung von Schöpfwerken.

## Kritik
Im Frühjahr 2009 äußerte der NABU Schleswig-Holstein erneut Kritik daran, dass der DHSV Eiderstedt das Eidergebiet zu stark entwässere und so bedrohten Vogelarten den Lebensraum nähme.
Im Oktober 2009 erhob der NABU schließlich Klage vor dem Verwaltungsgericht Schleswig nach dem Umweltschadensgesetz. Das Bundesverwaltungsgericht BVerwG in Leipzig hat im November 2021 im Revisionsverfahren zur Umweltschadenklage, indem der NABU gegenüber dem Kreis Nordfriesland und dem Deich- und Hauptsielverband Eiderstedt Schadensbegrenzungs- und Sanierungsmaßnahmen nach dem Umweltschadensgesetz einfordert, die Rechtsfragen unter Einbeziehung des Urteils des EuGH geklärt, das Verfahren aber zurück überwiesen.